# Rubus peltatus
Rubus peltatus är en rosväxtart som beskrevs av Carl Maximowicz. Rubus peltatus ingår i släktet rubusar, och familjen rosväxter. Inga underarter finns listade i Catalogue of Life.